# Joszíf Holévasz
Joszíf Holévasz (görögül: Ιωσήφ Χολέβας) (Aschaffenburg, Nyugat-Németország, 1984. június 27. –) görög labdarúgó, aki az Olimbiakósznál játszik. Hátvédként és szélsőként is bevethető. A görög válogatott tagjaként ott volt a 2012-es Európa-bajnokságon.

## Pályafutása

### 1860 München
Holévasz 2006-ban került az 1860 Münchenhez. Eleinte csatárként és szélsőként játszott, de 2009-ben, Ewald Lienen irányítása alatt átkerült hátvéd posztra. 74 bajnokin játszott az első csapatban és hét gólt szerzett.

### Olimbiakósz
2010-ben Ewald Lienen lett az Olimbiakósz menedzsere, és Holévaszt is átvitte a csapathoz, 500 ezer euróért. Egy KS Besa Kavajë elleni Európa-liga-meccsen mutatkozott be új csapatában. Lienent nem sokkal később kirúgták, és Ernesto Valverde érkezett a helyére, aki eleinte Raúl Bravót és Albert Rierát játszatta Holévasz helyett a védelem bal oldalán. Kemény edzésmunkája miatt azonban Holévasz is lehetőséget kapott, és sikerült megszilárdítania helyét a kezdőben. Első gólját egy AÉK ellen 6-0-ra megnyert rangadón szerezte.

## Válogatott
Holévasz Nyugat-Németországban született, és eddigi pályafutása nagy részében is Németországban játszott, de mivel édesapja görög, ezért rendelkezik görög útlevéllel is. Úgy döntött, a görög válogatottban szeretne játszani. 2011. november 11-én, Oroszország ellen debütált. Bekerült a 2012-es Európa-bajnokságra utazó keretbe.

## Sikerei, díjai

### Klubcsapatban

#### Olimbiakósz
- Görög bajnok: 2010/11, 2011/12
- Görög kupagyőztes: 2012

## Fordítás
- Ez a szócikk részben vagy egészben  a   José Holebas című angol Wikipédia-szócikk fordításán alapul.  Az eredeti cikk szerkesztőit annak laptörténete sorolja fel. Ez a jelzés csupán a megfogalmazás eredetét és a szerzői jogokat jelzi, nem szolgál a cikkben szereplő információk forrásmegjelöléseként.